# Schneider Hänschen und die wissenden Tiere

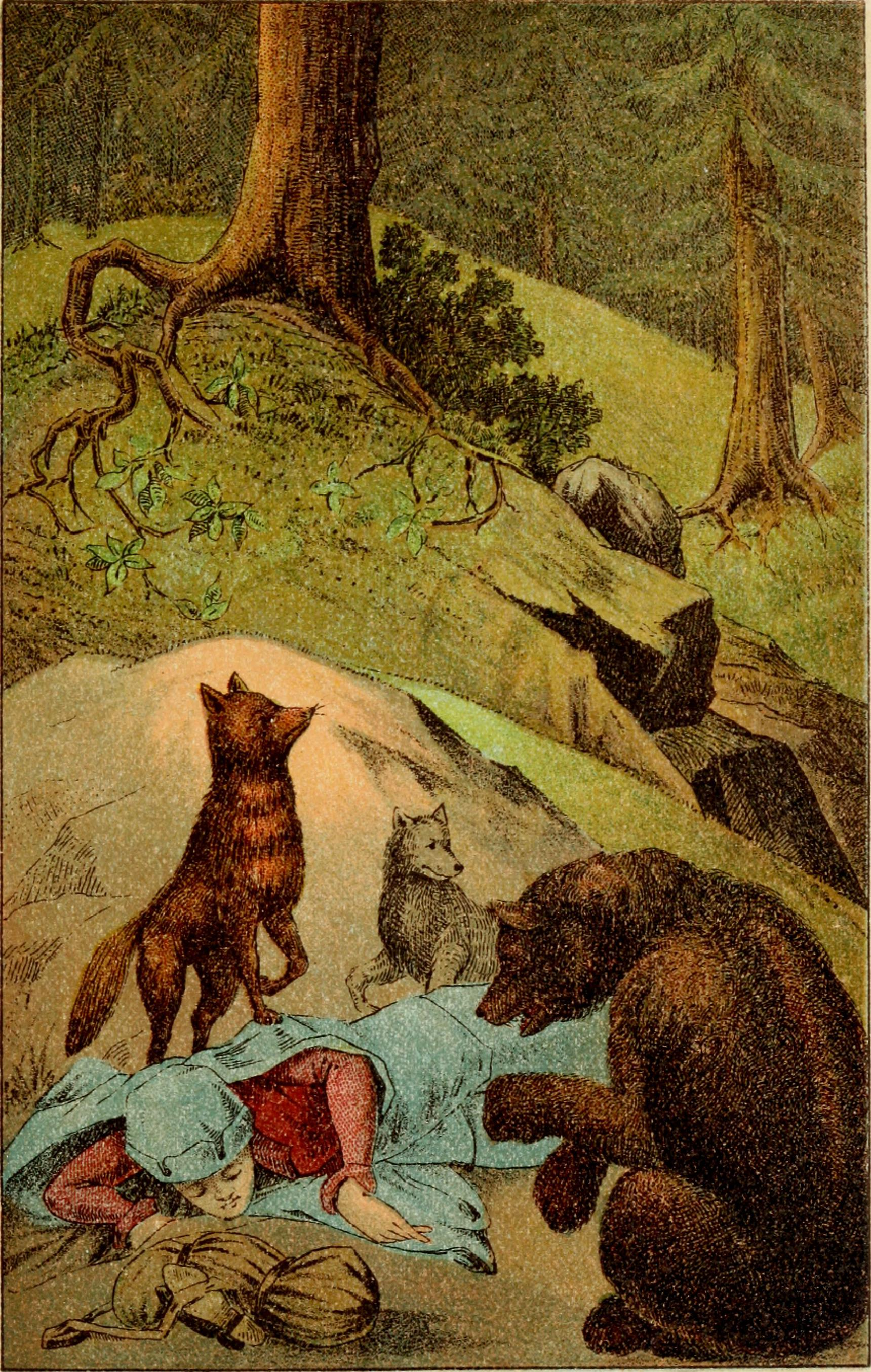
Illustration, 1890

Schneider Hänschen und die wissenden Tiere ist ein Märchen (AaTh 613). Es steht in Ludwig Bechsteins Neues deutsches Märchenbuch an Stelle 4 und stammt aus Johann Wilhelm Wolfs Deutsche Märchen und Sagen (Nr. 4: Das verrathene Geheimnis).

## Inhalt
Der Schuster überredet den naiven Schneider, mit ihm zu wandern, er werde zahlen. Doch er lässt ihn hungern und isst selbst heimlich. Für die letzten zwei Brötchen, die er mit ihm teilt, sticht er ihm beide Augen aus, geht heim und heiratet die Frau, die beide liebten. Der Sterbende belauscht einen Bären, einen Wolf und einen Fuchs, dass der Tau dieser Nacht die Augen heilt, dass das Wasser unter dem Marktplatz die Stadt vor dem Verdursten retten und die kranke Prinzessin gesund werden kann, wenn man ihr daneben gefallenes Goldstück in den Opferstock wirft. So wird der Schneider ein Fürst und des Königs Schwiegersohn. Er begegnet dem Schuster, der macht es gleich nach und wird von den Tieren gefressen.

## Herkunft

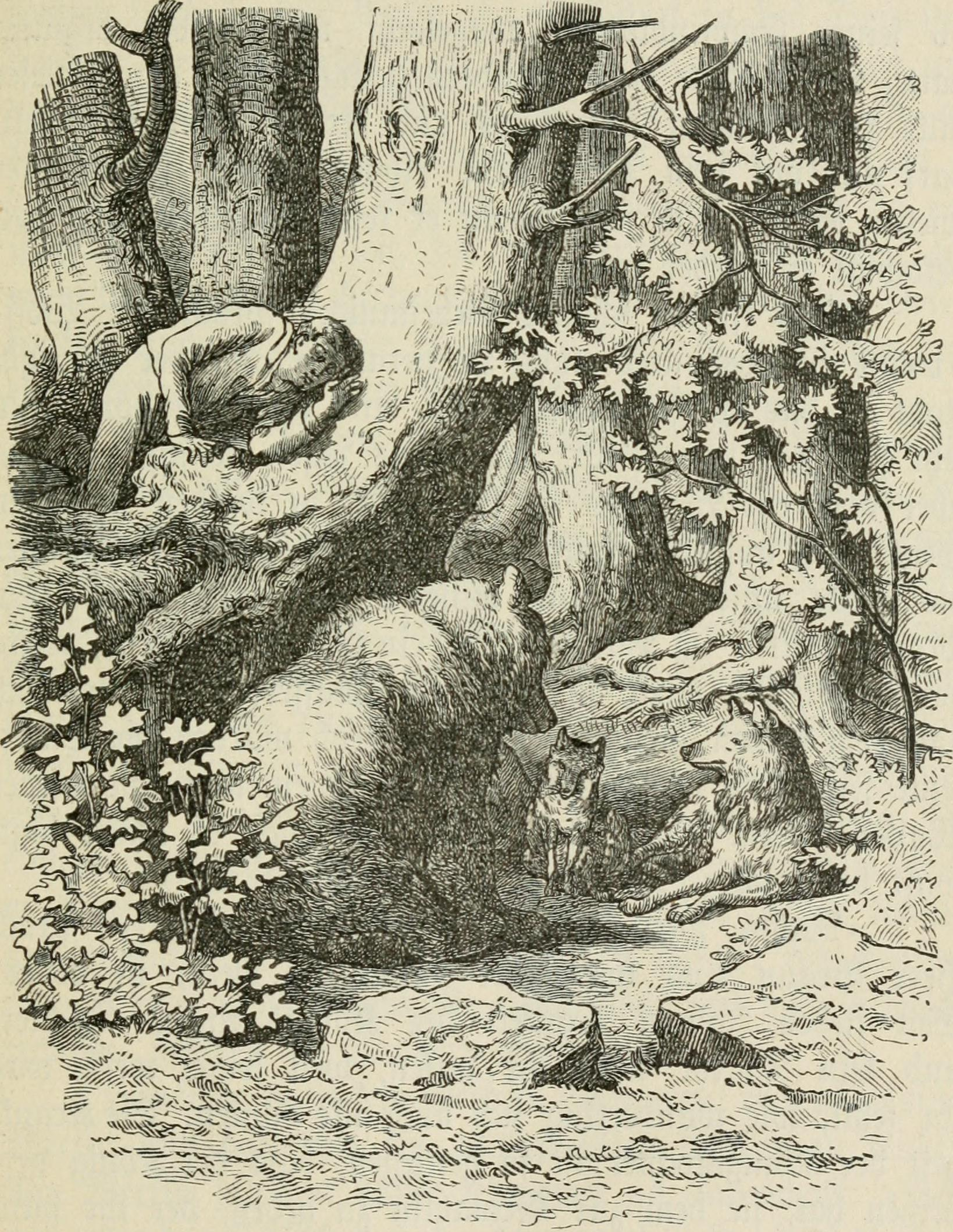
Illustration, 1890

Bechstein nennt die Quelle bei Johann Wilhelm Wolf und bemerkt die Ähnlichkeit zu Grimms Die beiden Wanderer bzw. Die Krähen, findet aber vorliegende Fassung besser durchdacht und abgerundet. Die Geliebte kommt bei Wolf nicht vor. Bechstein bereichert den Text auch mit sprichwörtlichen Wendungen und Wortspielen: „Schmalhans unser Wandergeselle“ (vgl. KHM 140, Bechsteins Der kleine Däumling, Das winzige, winzige Männlein), „Bettelmanns Umkehr“ (vgl. Bechsteins Die drei Wünsche). Aus London wird einfach die Königsstadt. Bechstein spottet über die Herren, die Likör und Champagner sicher nur trinken, weil Wasser fehlt. „Ei, wozu habt ihr denn hier Magistrat und Gemeinderat? Ist kein Moses im Stadtrate, der Wasser aus dem Felsen schlüge?“ (Ex 17,6 ). Zur verlorenen Münze vgl. Das Hellerlein. Märchentypisch ist die moralische Schwarzweißmalerei: Der Schneider trägt dem Schuster nichts nach, dieser führt sich in seiner Gier selbst der Strafe zu.